# Museo Territorial Yagán Usi - Martín González Calderón
El Museo Territorial Yagán Usi - Martín González Calderón, ex Museo Antropológico Martín Gusinde, ubicado en la localidad de Puerto Williams, en la isla Navarino, Chile, es el museo más austral del mundo.

## Historia
Su nombre recuerda a Martín Gusinde, sacerdote y científico austriaco que vivió entre yaganes y selk’nam elaborando una de las mayores síntesis etnográficas sobre los pueblos indígenas de Chile y  Argentina que habitaron Tierra del Fuego.
En 1974 se creó el Museo para difundir y conservar el patrimonio de la Isla Navarino y el archipiélago fueguino. Se fundó oficialmente en 1975, cuando se construyó su primer inmueble. Ese recinto tenía una superficie aproximada de 230 m² y en su fachada fue utilizada madera de ciprés de Guaitecas.
Después de ser ampliado a más de 810 m² y renovado completamente a fines de 2007, el edificio fue reinaugurado en 2008.
El Museo cuenta con tres salas de exhibición permanentes y espacios que permiten diversificar los servicios al público, como por ejemplo: depósitos especializados, laboratorios, cabinas de computación, centro de documentación, sala de lectura y acceso para personas con discapacidad, entre otros.
La Casa Stirling, primera obra arquitectónica de Tierra del Fuego declarada Monumento Histórico Nacional en 2003, fue trasladada al terreno del museo y habilitada museográficamente para albergar parte de su colección y convertirse en parte del Museo.
El 10 de enero de 2024 el Museo abrió sus puertas con una nueva museografía y un nuevo nombre, pasando a llamarse Museo Territorial Yagán Usi - Martín González Calderón en reconocimiento al territorio yagán y a sus pobladores, que han colaborado con la recuperación y transmisión del legado indígena.